# Walckenaeria weber
Walckenaeria weber är en spindelart som först beskrevs av Chamberlin 1948.  Walckenaeria weber ingår i släktet Walckenaeria och familjen täckvävarspindlar. Inga underarter finns listade i Catalogue of Life.